# Autorretrato (Dürer, Madrid)
Autorretrato, ou Autorretrato aos 26, é o segundo dos três autorretratos pintados de Albrecht Dürer e foi executado em óleo sobre painel de madeira em 1498, após sua primeira viagem à Itália. Na representação, Dürer eleva-se à posição social que acreditava ser adequada a um artista com sua habilidade. Apresenta-se a meio comprimento, sob um arco, voltado para o observador. Ele tem uma expressão arrogante, traindo a autoconfiança segura de um jovem artista no auge de sua habilidade. A sua presença domina o espaço pictórico, desde o chapéu que quase chega ao topo da tela até ao braço posicionado na borda inferior, onde repousa os dedos envoltos em finas e ricas luvas.